# Élections régionales italiennes de 2003
Les élections régionales italiennes de 2003 se sont déroulés durant l'année 2003 et ont permis le renouvellement des conseils régionaux et de leurs présidents dans 3 régions.

## Résultats
| Région                  | Élection   | Président sortant | Parti | Parti | Président élu   | Parti | Parti | Coal. | Coal. |
| ----------------------- | ---------- | ----------------- | ----- | ----- | --------------- | ----- | ----- | ----- | ----- |
| Frioul-Vénétie Julienne | 8 juin     | Renzo Tondo       |       | FI    | Riccardo Illy   |       | Ind.  |       | CSX   |
| Vallée d'Aoste          | 8 juin     | Roberto Louvin    |       | UV    | Carlo Perrin    |       | UV    |       | N/A   |
| Trentin                 | 26 octobre | Lorenzo Dellai    |       | CM    | Lorenzo Dellai  |       | CM    |       | CSX   |
| Haut-Adige              | 26 octobre | Luis Durnwalder   |       | SVP   | Luis Durnwalder |       | SVP   |       | CSX   |